# Pohořský potok
Pohořský potok je největším přítokem říčky Černé. Délka jeho toku je 23,3 kilometru. Plocha povodí měří 53,6 km².

## Průběh toku
Potok pramení u osady Pohoří na Šumavě v Novohradských horách. Vzniká spojením tří drobných potůčků nedaleko česko-rakouské hranice v přírodní památce Prameniště Pohořského potoka a protéká přírodní památkou Pohoří na Šumavě. Teče převážně severozápadním až severním směrem. Do Černé se vlévá na jejím 11,3 říčním kilometru, mezi Ličovem a Benešovem nad Černou, v nadmořské výšce 599 metrů.

## Voroplavba
V 18. století byl potok upraven pro voroplavbu. Úpravy jsou na některých úsecích vidět dodnes, například u Baronova mostu nad Leopoldovem, kde bývalo vaziště. Též byla vybudována i splavovací Jiřická nádrž. Patří mezi nejmenší české toky, které byly upravené pro voroplavbu.

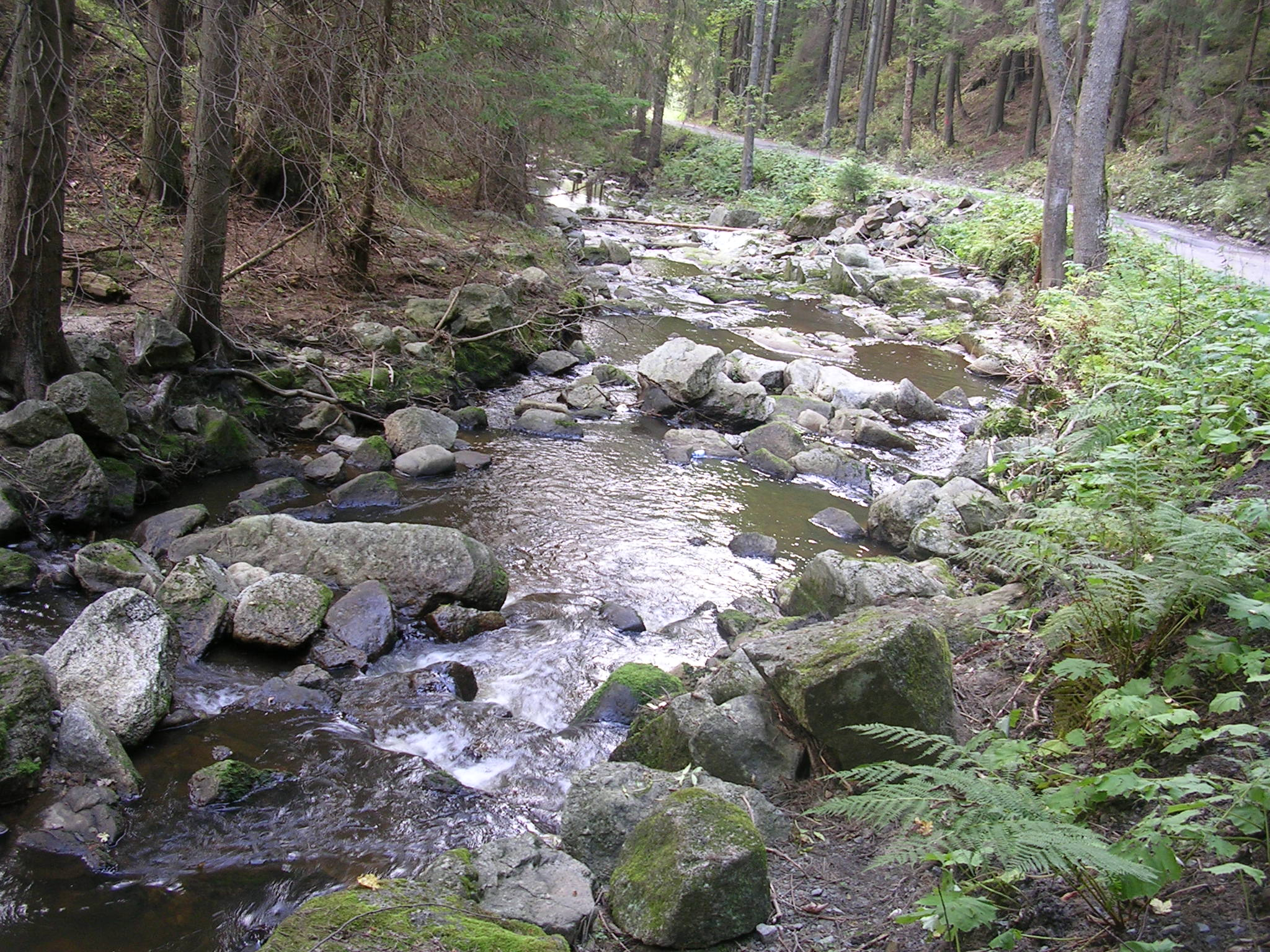
Pohořský potok mezi Baronovým mostem a Leopoldovem